# Hrvatski narodni sabor Bosne i Hercegovine
Hrvatski narodni sabor (HNS) je krovna politička organizacija Hrvata Bosne i Hercegovine, koja okuplja stranke s hrvatskim predznakom. 

## Povijest
Uoči parlamentarnih izbora 2000. godine, kao odgovor na proces majorizacije hrvatskog naroda u Bosni i Hercegovini koji je kulminirao nametanjem Barry-ovih amandmana na Izborna pravila i propise u BiH, održano je prvo zasjedanje (utemeljiteljska sjednica) Hrvatskog narodnog sabora BiH 28. listopada 2000. godine u Novom Travniku na kojem je usvojena Deklaracija o pravima i položaju hrvatskog naroda u BiH.
Temeljem zaključaka Hrvatskog narodnog sabora BiH, hrvatski član Predsjedništva BiH Ante Jelavić 6. prosinca 2000. godine podnosi Ustavnom sudu BiH zahtjev za ocjenu ustavnosti pojedinih odredbi Izbornih pravila i propisa ("Barryjevi amadmani") po kojima se biraju izaslanici za Dom naroda FBiH i BiH iz reda hrvatskog naroda, dopunjen 22. prosinca 2000. godine s prijedlogom za izdavanjem privremene mjere, ali taj zahtjev Ustavni sud BiH odbacuje preglasavanjem zbog navodne nenadležnosti u tom predmetu.
Nakon trećeg zasjedanja Hrvatskog narodnog sabora BiH održanog 3. ožujka 2001. godine u Mostaru na kojem su donesene odluke o uspostavi Međužupanijskog-međuopćinskog vijeća kao privremenog oblika Hrvatske samouprave u BiH i Platforme o demokratskoj i samodrživoj BiH, Visoki predstavnik za BiH Wolfgang Petritsch uklanja Antu Jelavića s dužnosti hrvatskog člana Predsjedništva BiH i predsjednika HDZ BiH s obrazloženjem da je tim odlukama ugrozio ustavno uređenje Federacije Bosne i Hercegovine i Bosne i Hercegovine s ciljem stvaranja hrvatske federalne jedinice u BiH.
U prvoj polovici 2002. godine HDZ BiH i stranke okupljene u okrilju Hrvatskog narodnog sabora BiH ne potpisuju tzv. Sarajevski sporazum o ustavnim promjenama koji je predložio Visoki predstavnik za BiH Wolfgang Petritsch, a prihvatio ga je predstavnik Alijanse za promjene Krešimir Zubak, nakon toga hrvatski zastupnici iz stranaka Hrvatskog narodnog sabora BiH odbacuju Petritschove amandmanena Ustav FBiH uobličene na temelju tkz. Sarajevskog sporazuma u Parlamentu FBiH, pa ih je Visoki predstavnik za BiH Wolfgang Petritsch nametnuo svojom odlukom i tako ugrozio jednakopravnost i omogućio diskriminaciju hrvatskog naroda u FBiH i BiH. 
Predsjednik predsjedništva Hrvatskog narodnog sabora je bio Ante Jelavić, predsjednik Hrvatske demokratske zajednice Bosne i Hercegovine i tadašnji hrvatski član Predsjedništva BiH. Trojica dopredsjednika predsjedništva Hrvatskog narodnog sabora BiH su bili Zdravko Hrstić (HSP BiH), Ante Pašalić (HKDU BiH) i Petar Milić (utemeljitelj stranke Hrvatski demokršćani).
Hrvatski narodni sabor kao vrhovno tijelo Hrvata u Bosni i Hercegovini obnovljen je nakon devet godina u vrijeme političke krize u Bosni i Hercegovini s ciljem da se spriječi majorizacija Hrvata u Bosni i Hercegovini. Dana 22. ožujka 2011., predsjednik Hrvatske demokratske zajednice Bosne i Hercegovine Dragan Čović i predsjednik Hrvatske demokratske zajednice 1990 Božo Ljubić su nakon formiranja Vlade Federacije Bosne i Hercegovine najavili obnavljanje Hrvatskog narodnog sabora. Federalna vlada formirana je 17. ožujka, a u njoj nisu sudjelovale stranke kojima je većina bosanskohercegovačkih Hrvata dala glas, dva HDZ-a. Vladu su činili Socijaldemokratska partija Bosne i Hercegovine, Stranka demokratske akcije, Narodna stranka Radom za boljitak i Hrvatska stranka prava Bosne i Hercegovine. Predsjednici dvaju HDZ-ova su tu vladu nazvali nezakonitom.
Sabor je obnovljen 19. travnja 2011. godine u Hrvatskom domu Hercega Stjepana Kosače u Mostaru. Na četvrtom zasjedanju Hrvatskog narodnog sabora BiH odlučeno je da hrvatske političke stranke okupljene oko Hrvatskog narodnog sabora BiH krenu s dugotrajnom političkom borbom za ravnopravnost Hrvata u BiH što podrazumijeva promjenu Ustava Bosne i Hercegovine i Izbornog zakona.
Za predsjednika Predsjedništva HNS-a izabran je Dragan Čović, a Božo Ljubić izabran je za predsjednika Glavnoga vijeća HNS-a političkog i operativnog tijela HNS-a koje je osnovano s ciljem koordiniranja politike na svim područjima gdje žive Hrvati. Glavno vijeće je također osnovano s ciljem lobiranja za hrvatsku stvar u Washingtonu i Bruxellesu. HNS ima oko 700 zastupnika, a glavni cilj mu je uspostava treće federalne jedinice s hrvatskom većinom.
Na 5. zasjedanju koje se održalo 2013. godine na početku održavanja Sabora izabrano je Radno Predsjedništvo HNS BiH na čelu s predsjednikom HNS-a BiH i predsjednikom HDZ BiH Draganom Čovićem, te Povjerenstvo za vjerodajnice na čelu s Josipom Merdžom kao predsjednikom.
Članice HNS-a BiH nakon 9. zasjedanja Hrvatskog narodnog sabora BiH održanog 4. lipnja 2021. godine, su: HDZ BiH, HDZ 1990, Hrvatski nacionalni pomak, HRS – Hrvatska republikanska stranka, Hrvatska stranka prava (Bosna i Hercegovina), HSS SR – Hrvatska seljačka stranka Stjepan Radić, HSS - Hrvatska seljačka stranka BiH, Hrvatski savez HKDU-HRAST, HSP dr. Ante Starčević BiH, HKDU - Hrvatska kršćanska demokratska unija BiH, HDU - Hrvatska demokratska unija, HNL – Hrvatska nezavisna lista, HLL – Hrvatska lista za Livno, i Čapljinska neovisna stranka – Čapljina u srcu.

## Zasjedanja
| zasjedanje         | dan                 | mjesto       |
| ------------------ | ------------------- | ------------ |
| Prvo zasjedanje    | 28. listopada 2000. | Novi Travnik |
| Drugo zasjedanje   | 16. prosinca 2000.  | Tuzla        |
| Treće zasjedanje   | 3. ožujka 2001.     | Mostar       |
| Četvrto zasjedanje | 19. travnja 2011.   | Mostar       |
| Peto zasjedanje    | 6. travnja 2013.    | Mostar       |
| Šesto zasjedanje   | 28. veljače 2015.   | Mostar       |
| Sedmo zasjedanje   | 28. siječnja 2017.  | Mostar       |
| Osmo zasjedanje    | 26. siječnja 2019.  | Mostar       |
| Deveto zasjedanje  | 4. lipnja 2021.     | Mostar       |

## Zastupljenost u skupštinama FBiH
| županija                 | broj zastupnika |
| ------------------------ | --------------- |
| Unsko-sanska             | 0 / 25          |
| Posavska                 | 14 / 21         |
| Tuzlanska                | 0 / 35          |
| Zeničko-dobojska         | 3 / 35          |
| Bosansko-podrinjska      | 0 / 25          |
| Središnja Bosna          | 10 / 30         |
| Hercegovačko-neretvanska | 16 / 30         |
| Zapadnohercegovačka      | 23 / 23         |
| Sarajevska               | 0 / 35          |
| Hercegbosanska           | 16 / 25         |
| ukupno                   | 72 / 282        |